# Петро Властович
Петро Властович, званий пізніше Дуніном (Дунчиком, тобто Данцем) (пол. Piotr Włostowic(z) “Duńczyk”; близько 1080-1153) — володар Сілезії з роду Лебедів, син Власта (Влоста) і з 1117 палатин (воєвода) Болеслава Кривовустого, засновник роду Дунінів.

## Походження
Походження Петра вперше згадується в пісні «Carmen Mauri». Згідно з нею, Петро прибув з Данії і тому мав прізвище Дунін. Згідно з гіпотезою Н. Цатвінського, Петро походив з Русі. Але обидві ці версії спірні. Можливо, він походив із сілезького роду («alti sanguinis princeps»), який здавна володів землями в околицях Вроцлава. Про це свідчить і ім'я його батька — Власт, яке виводиться з його по батькові Властович (Властовіч). Це ім'я згадував Вінцент Кадлубек, називаючи Петра Vlostides. Відомо, що Петро не вживав ні звертання Дунін, ні герба Лебідь. Тільки в 14 ст. нащадки Петра взяли прізвище Дунін. Це ім'я потрапило в родючий ґрунт про данське походження. Про прибуття Петра з Данії згадує Янко з Чарнкова у своїй Хроніці Великопольській, цю оповідку пізніше вживає і Ян Длугош.
Уже в 17 ст. данські історики спростували цю гіпотезу, ствердивши, що жодного з данських конунгів у 12 ст. не замордував їхній брат. У 18 ст. історик Адам Нарушевич визнав повість про данський похід Кривовустого легендою, абсолютно неймовірною.
Походження Петра Властовича згадується в буллі Папи Римського Целестина III від 9 квітня 1193 щодо абатства Пресвятої Діви Марії на Піску у Вроцлаві. У булі стверджується, що землі абатства Петро успадкував від батька і діда. З цього випливає, що принаймні протягом двох поколінь предки Петра мали володіння в околицях Вроцлава. Розташування маєтків Петра (гора Сленжа, містечка Олбін, Пясек і Острів Тумський у Вроцлаві) дає підстави деяким дослідникам вважати, що його рід походив від князів із племені сілезців. Ймовірно, що прізвище Дунін походить також від праправнука Петра Властовича — Петра Христіановича, який свого часу перебував у Данії.

## Державна діяльність
До найбільш відомих учинків Петра належить захоплення ним перемишльського князя Володаря, який турбував східні кордони Польщі. Петро інсценував бунт проти Болеслава Кривоустого і отримав довіру перемишльського князя. Петро супроводжував Володаря в усіх його діях і, ймовірно, навіть хрестив його сина. Під час одного з полювань Володар опинився в оточенні Петра і його дружинників, які привели його до Болеслава. За князя перемишляни сплатили великий викуп, більша частина якого дісталася Властовичу. До того ж Володар і його бояри обіцяли зберігати мир з Польщею і відмовитися від союзу з поморянами.
Коли померла дружина князя Болеслава, той послав Петра Властовича сватом до Марії, дочки чернігівського князя Олега Михайла, але Петро сам одружився з княжною. Завдяки цьому Петро став однією з перших осіб у державі й дядьком спадкоємця престолу — Владислава II. Шлюб дав йому також право на отримання найвищої посади після князя — палатина (лат. comes palatinus). Палатин керував армією за відсутності князя, заміняв його в судах, стежив за порядком і безпекою при дворі, а під час малоліття князя був фактичним правителем держави. Але коли у другої дружини Болеслава Соломії з Берга народилися діти, та змусила чоловіка поставити палатином свою людину — Вшебара, який міг би бути опорою молодшому княжичу.
Після смерті Болеслава Кривовустого 1138 року великим князем став Владислав II Вигнанець, найстарший син від першого шлюбу. За бажанням Болеслава, країна повинна була бути розділена між іншими синами. Новим палатином знову став Петро Властович, який, крім уже зазначених функцій, мав право призначати територіальних чиновників. Але всупереч заповіту батька Владислав вирішив об'єднати країну і розпочав бойові дії проти братів. Петро, який був проти цього, попав в опалу до великого князя і його дружини Агнєшки.

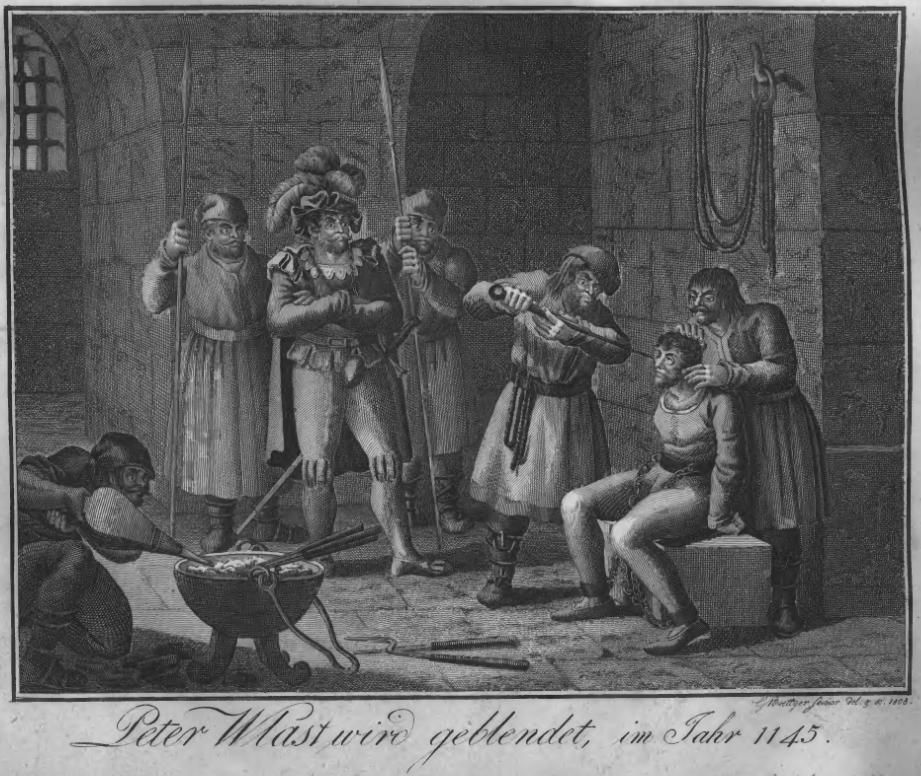
Засліплення Петра Властовича

Конфлікт між князем і його палатином наростав ще й через те, що Петро не брав участі в громадянській війні та намагався умиротворити братів. З усім тим ще 1145 року Владислав був запрошений на шлюб сина Петра. Але вже на початку наступного року князь оголосив Властовича зрадником. До двору Петра на Олбині був присланий лицар Добак, який з приводу передачі важливих документів від князя повинен був поневолити його. Вранці після прийому Добак напав на Властовича і полонив його. Княгиня Агнешка домагалася смерті палатина, але тому було залишено життя, однак Петра осліпили й відрубали йому язика як зрадникові.

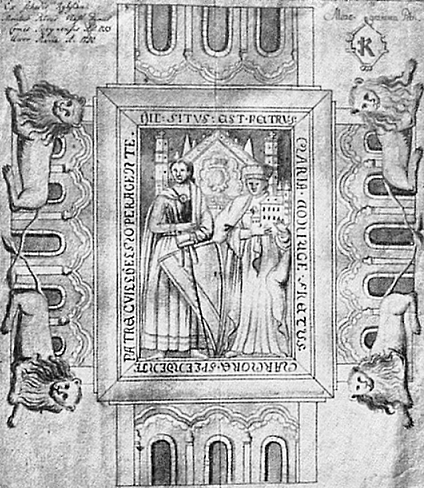
Зображення гробу Петра і Марії

Дізнавшись про це, більшість прихильників Петра Властовича перейшла на бік молодших братів Владислава. До того ж сам колишній палатин виїхав на Русь, де намовляв київського князя до війни з Польщею. В результаті Владислав був розбитий і вигнаний з країни, за що й дістав своє прізвисько.
З вигнанням сеньйора Петро отримав колишні права і маєток, але через своє каліцтво не зумів займатися політичною діяльністю. Згідно з легендою, наприкінці життя йому повернулися зір і мова. Помер Властович 1153 року і був похований у Церкві Святого Вінсента у Вроцлаві. Труну з тілами Петра і Марії згодом знищили турки.

## Релігійна діяльність
Згідно з легендою, після однієї сповіді Петро отримав як спокуту спорудити 70 або більше костелів. Таким чином були засновані 77 костелів та інших католицьких споруд, у тому числі у Вроцлаві:
- Костел Пресвятої Діви Марії,
- Костел Святого Іди,
- Абатство бенедиктинців на Олбині з костелом Святого Вінсента,
- Костел Святого Михайла,
- Костел Святого Мартіна.

Саме абатство не збереглося, але про його колишню велич може свідчити Олбинський іконостас. Від імені нащадка Властовича романські костели в Польщі звуться дуніновими.